# 横山隆達

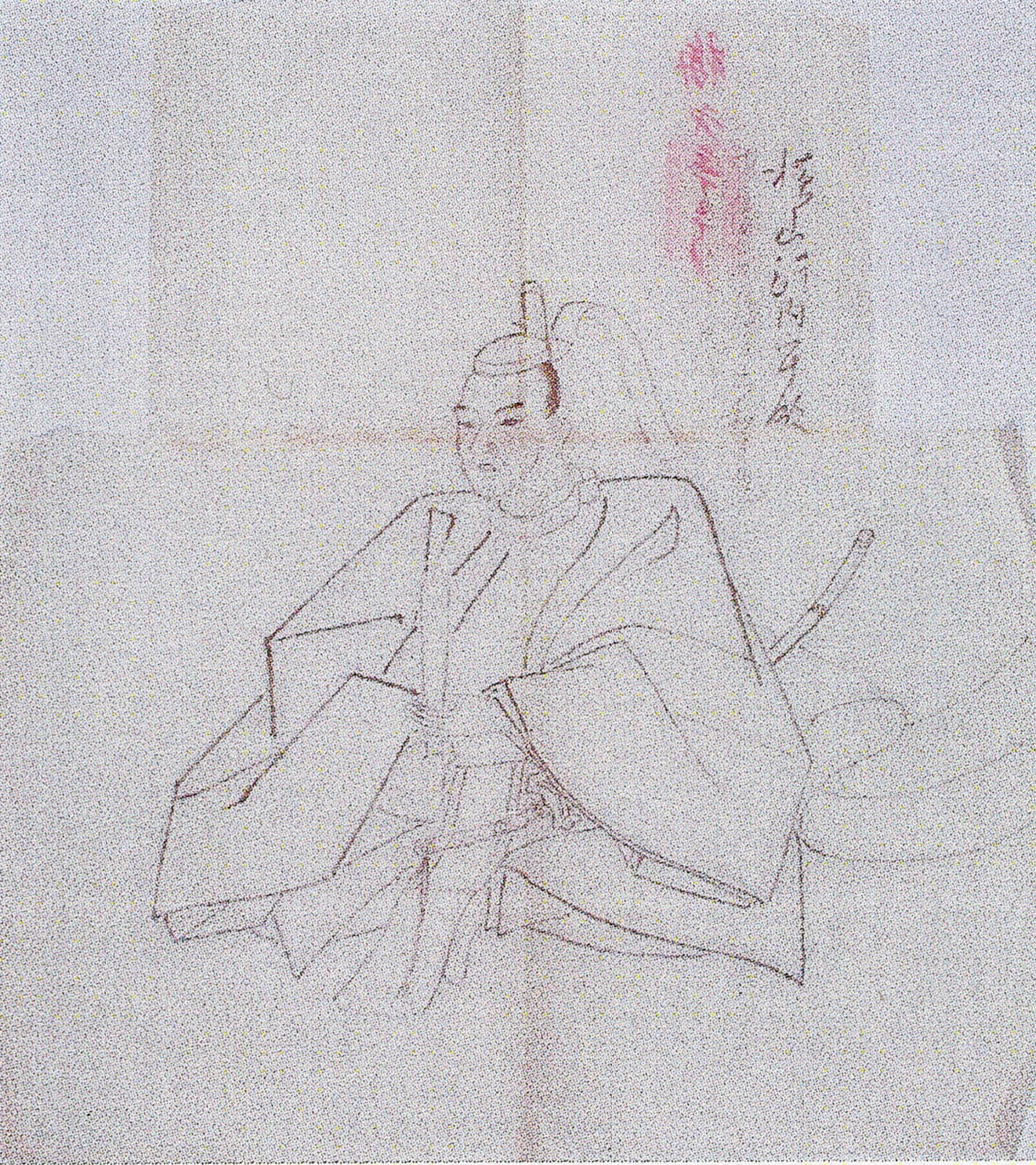
横山隆達(石川県立歴史博物館蔵)

横山 隆達 （よこやま たかみち、享保13年6月15日（1728年7月21日） - 安永5年12月27日（1777年2月5日））は、加賀藩年寄。加賀八家横山家第8代当主。
父は加賀藩年寄横山貴林。正室は本多図書政冬の娘。子は横山隆従、横山隆美。幼名は時次郎、大膳、求馬。官位は従五位下・山城守、河内守。

## 生涯
享保13年（1728年）6月15日、加賀藩年寄横山貴林の四男として金沢に生まれる。兄長世の早世により継嗣となり、寛延元年（1748年）に貴林の死去により家督と3万石の知行を相続する。
宝暦3年（1753年）、藩主前田重靖の家督相続の御礼言上の際に、江戸城で将軍徳川家重に拝謁する。宝暦7年（1757年）12月、従五位下・山城守に叙任される。後に河内守に遷任する。明和8年（1771年）、藩主前田治脩の家督相続の御礼言上の際に、江戸城で将軍徳川家治に拝謁する。安永5年（1776年）没。享年49。墓所は石川県金沢市野田山墓地。家督は嫡男隆従が相続した。

## 人物・逸話
横山家に伝わる古文書調査で、江戸の父貴林から、馬術の練習に励む藩主宗辰に馬を献上したことや、宗辰の馬に乗せてもらったことを国許の隆達に伝える延享2年（1745年）に書かれた書状が発見された。